# Antoine Monnoyer

Antoine Monnoyer: Große Prunk-Anrichte mit Blumen und Früchten, Gefäßen aus Marmor, einem Papagei und Äffchen, ca. 1734, Öl auf Leinwand, 309 × 208 cm. Ursprünglich für den Speisesaal des Königlichen Schlosses in Stockholm, heute im Schwedischen Nationalmuseum

Antoine Monnoyer, genannt le jeune Baptiste („der junge Baptiste“) oder Baptiste Monnoyer le Jeune (auch: Baptiste le jeune Monnoyer; englisch: young Baptist; * 1677 in Paris; † 1747 in Saint-Germain-en-Laye) war ein französischer Blumen- und Stilllebenmaler.

## Leben
Er war ein Sohn des bedeutenden Blumenmalers Jean-Baptiste Monnoyer, der auch als Baptiste bekannt war. Laut Laura Salvi (2000) wurde Antoine 1677 geboren, andere Quellen geben 1670 an.
Die Malerei erlernte er bei seinem Vater, dem er in sehr jungem Alter in den 1690er Jahren nach England folgte und wahrscheinlich bei dessen Dekorationen in englischen Adelssitzen mitwirkte, in Montagu House, Burlington House oder Kensington Palace.
Nach dem Tode seines Vaters 1699 war Antoine in Amsterdam, wo er noch im selben Jahr eine Maria Madeleine du Ruel (* ca. 1678) aus Nijmegen heiratete.
Als Nachfolger seines berühmten Vaters signierte er seine eigenen Gemälde mit dessen Namen oder Spitznamen, also mit „Jean-Baptiste Monnoyer“ oder „Baptiste“. Unter diesem Namen war er auch allgemein in Frankreich und England bekannt, was nicht zuletzt durch eine Sammlung von 28 Kupferstichen bezeugt wird, die unter dem Titel Bouquets par Jean-Baptiste Monnoyer fils et Louis Teissier peintre du roi pour les fleurs ohne Datum von Charles Massin und Albert Levy veröffentlicht wurde.
In Frankreich arbeitete Antoine öfters mit seinem Schwager Jean-Baptiste Blin de Fontenay zusammen, über den er wahrscheinlich auch den prestigereichen Auftrag für zwei ovale Bilder von Vasen mit Girlanden aus Blumen und Früchten für das Kabinett Ludwigs XIV. im Grand Trianon erhielt, die er zwischen 1702 und 1704 ausführte; die Gemälde sind erhalten.
In Paris wurde er am 25. Oktober 1704 in die Académie Royale de peinture aufgenommen: Dafür malte er das Gemälde Goldene Vase, Blumen und Früchte, das sich heute im Louvre befindet und lange Zeit für ein Werk von Blin de Fontenay gehalten wurde, dessen Aufnahmestück (von 1687) für die Académie neben einer gewissen Ähnlichkeit der Komposition dieselben Maße aufweist; das Gemälde wurde erst 2002 von Laura Salvi als Antoine Monnoyers Aufnahmestück für die Académie identifiziert.
Zusammen mit Blin de Fontenay arbeitete er unter anderem am Deckengemälde der Schlosskapelle von Versailles (1710), sowie für das Schloss von Meudon.
Monnoyer hielt sich häufig im Ausland auf. So war er 1709 zum ersten Mal in Italien, was ihm Schwierigkeiten mit der Académie einbrachte, die er offenbar nicht vorher über seine Abwesenheit informiert hatte. 1717 ging er wieder nach England, wo er vom guten Ruf seines Vaters profitieren konnte und großen Erfolg gehabt haben soll. Er verbrachte Jahre auf der britischen Insel und soll laut seinem englischen Biographen Vertue einen aufwendigen Lebensstil, wie ein Mitglied des Kleinadels, gepflegt haben.
In England fand Monnoyer (oder sein Vater ?) auch einige Nachahmer, insbesondere Jan Frans van Son und Philip Ferdinand of Hamilton.
1729 reiste er nach Rom und von da nach Portugal, kehrte jedoch wieder zurück nach England, wo er etwa bis 1733 oder -34 blieb. 1734 ist er in Stockholm nachgewiesen, wo er das Schlafzimmer der Königin Sofia Magdalena mit Blumengirlanden, Früchten und Vögeln dekorierte und 6 Gemälde für den Speisesaal des Königlichen Schlosses malte; die letzteren wurden um 1785 durch Spiegel ersetzt.
Seine letzten Lebensjahre verbrachte Monnoyer wieder in Frankreich und starb 1747 in Saint-Germain-en-Laye.

## Stil und Werk

Vergoldete Schale mit Blumen, Früchte und ein Papagei, ca. 1734, Öl auf Leinwand, 87 × 180 cm, Nationalmuseum, Stockholm

Antoine Monnoyer wird bis heute kaum beachtet, hinterließ jedoch ein anscheinend umfangreiches Œuvre, dessen einwandfreie Identifikation allerdings an beträchtlichen Zuschreibungsproblemen leidet. Dies liegt nicht zuletzt an der oben erwähnten Namensgleichheit seiner Signatur mit der seines Vaters, von dessen Malerei er anfangs stark beeinflusst war, ebenso wie von seinem Schwager Blin de Fontenay, der auch ein Schüler von Jean-Baptiste Monnoyer war.
Auf dieser Grundlage entwickelte Antoine mit der Zeit einen immer prägnanter hervortretenden eigenen Stil, mit einer etwas trockenen Betonung der Zeichnung und einer Vorliebe für ein kühles, von Blau- und Grautönen und einem matten „Jadegrün“ beherrschtes Kolorit; aus diesem von Laura Salvi als „leicht säuerlich“ (légèrement acidulé) bezeichneten Grundton sticht, zuweilen beinahe grell, ein leuchtendes Korallenrot bzw. Orangerot hervor, das sich manchmal zudem dissonant mit kühleren Altrosa-Tönen beißt.
Antoine Monnoyer malte vor allem Blumen, aber auch Früchte und bezog gelegentlich auch Tiere – wie Papageien und andere Vögel, Hunde oder Eichhörnchen – in seine Kompositionen mit ein. Seine Blumenbilder, obwohl relativ sorgfältig und botanisch gezeichnet, wirken durch das beschriebene Kolorit vor allem in seinem späteren Stil zwar dekorativ, aber etwas künstlich oder „irreal“.